# Kanał pachwinowy

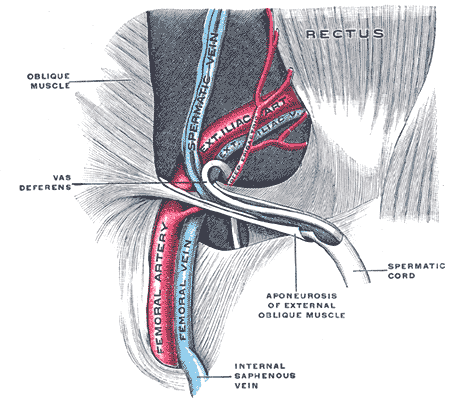

Kanał pachwinowy (łac. canalis inguinalis, ang. inguinal canal) – według klasycznej anatomii stanowi przebicie poprzez ścianę brzucha, przebiegając na przestrzeni 4–6 cm. Nachylony jest względem więzadła pachwinowego pod kątem 15° ku dołowi i przyśrodkowo. Kanał rozpoczyna się pierścieniem pachwinowym głębokim, a kończy pierścieniem pachwinowym powierzchownym. Tworzy się w rozwoju płodowym wraz ze zstępowaniem jąder do miednicy około 12 tygodnia.

## Ograniczenia
- od przodu – rozcięgno mięśnia skośnego zewnętrznego brzucha,
- od góry – dolny brzeg mięśnia skośnego wewnętrznego i mięśnia poprzecznego brzucha,
- od dołu – więzadło pachwinowe,
- od tyłu – powięź poprzeczna.

## Zawartość
- powrózek nasienny – tylko u mężczyzn
- więzadło obłe macicy – tylko u kobiet
- gałąź płciowa nerwu płciowo-udowego – u obu płci
- nerw biodrowo-pachwinowy – u obu płci; biegnie przez część kanału

## Budowa
Pierścień pachwinowy głęboki (anulus inguinalis profundus) leży w połowie odległości między kolcem biodrowym przednim górnym a spojeniem łonowym. Położony jest tuż nad więzadłem pachwinowym i bocznie od naczyń nabrzusznych dolnych. Znajduje się w powięzi poprzecznej.
Pierścień pachwinowy powierzchowny (anulus inguinalis superfacialis) położony jest nad guzkiem łonowym. Powstaje jako trójkątny otwór w rozcięgnie mięśnia skośnego zewnętrznego brzucha i jest ograniczony odnogami boczną i przyśrodkową rozcięgna oraz więzadłem zagiętym i włóknami międzyodnogowymi. Włókna międzyodnogowe spajają odnogi, zapobiegając poszerzaniu się pierścienia powierzchownego.
Ścianę przednią na całej długości tworzy rozcięgno mięśnia skośnego zewnętrznego brzucha. W części bocznej jest ona wzmocniona przez włókna mięśnia skośnego wewnętrznego brzucha odchodzące od bocznych dwóch trzecich więzadła pachwinowego.
Ścianę tylną na całej długości tworzy powięź poprzeczna. W przyśrodkowej jednej trzeciej jest ona wzmocniona przez ścięgno łączące, które stanowi wspólny przyczep mięśnia poprzecznego oraz skośnego wewnętrznego brzucha do grzebienia łonowego.
Ściana górna, nazywana też sklepieniem kanału pachwinowego, jest utworzona przez łukowato zagięte włókna mięśnia poprzecznego oraz skośnego wewnętrznego brzucha. Przyśrodkowo tworzą wspólny przyczep w postaci ścięgna łączącego, odchodzą po stronie bocznej od więzadła pachwinowego.
Ściana dolna, zwana dnem kanału pachwinowego, jest zbudowana przez przyśrodkową połowę więzadła pachwinowego. Wolny brzeg najniższej części rozcięgna mięśnia skośnego zewnętrznego brzucha zawija się do tyłu, tworząc rynienkę dla zawartości kanału. Przyśrodkowa część rynienki jest wzmocniona więzadłem rozstępowym.